# ناز (خواننده)
نصیر بن اولو دارا جونز (به انگلیسی: Nasir bin Olu Dara Jones) (زاده ۱۴ سپتامبر ۱۹۷۳ در نیویورک) که با نام ناس هم شناخته می‌شود از خوانندگان هیپ هاپ آمریکایی است.
او پسر نوازنده جاز اولو دارا است. نخستین آلبوم او در سال ۱۹۹۴ با نام ایلماتیک" و با همکاری شرکت "کلمبیا رکوردز" منتشر شد. پس از آن ناس گروه بزرگ "The Firm را تشکیل داد یک آلبوم به همراه این گروه منتشر کرد. در بین سال‌های ۲۰۰۱ تا ۲۰۰۵ ناس با جی-زی درگیری‌هایی را پیدا کرد و هر یک با دادن آهنگ‌هایی ضد هم به یکدیگر حمله می‌کردند حتی درگیری آن‌ها به کنسرت هیپ هاپ در شهر نیویورک نیز رسید. در سال ۲۰۰۶ ناز با کمک "دف جم رکورد" آلبوم "Hip Hop Is Dead" رو منتشر کرد که با حمایت زیادی همراه شد. ناس یک کارآفرین از طریق کمپانی ضبط موسیقی خود، فروشگاه کفش کتانی، و انتشار مجله است. او صاحب یک فروشگاه کفش کتانی به اسم فیلا است. او در حال حاضر با دف جم رکورد همکاری می‌کند. در سال ۲۰۱۰، او آلبومی با همکاری هنرمند رگی دامیان مارلی، به اسم (Distant Relatives)که پسر باب مارلی است  منتشر کرد. تمام حق امتیاز این آلبوم به سازمان‌های خیریه در آفریقا داده شده‌است. آلبوم یازدهم او، زندگی خوب، در سال ۲۰۱۲ منتشر شد.
او دارای شش آلبوم شماره ۱ در (بیلبورد ۲۰۰)است که با امینم و کانیه وست برابر است.

## اوایل زندگی
ناس در بروکلین متولد شد. پدر او خواننده جاز و مادرش، فنی ان جونز، یک کارگر خدمات پستی اهل کارولینای شمالی بود. او یک خواهر و برادر، دیگر هم دارد. در زمان کودکی، ناس به همراه خانواده به لانگ آیلند سیتی مهاجرت کردند. همسایه او، (Willy "Ill Will" Graham)، از استعداد ناس در هیپ هاپ شگفت زده شد. پدر و مادر ناز در سال ۱۹۸۵ از یکدیگر جداشدند.

## اواخر دهه ۱۹۸۰ تا ۱۹۹۴:آغاز فعالیت در هیپ هاپ و اولین آلبوم

جلد آلبوم ایلماتیک

ناس بهترین دوست همسایه خود(Willy "Ill Will" Graham) بود. ناس در ابتدا توسط نام مستعار بچه موج شناخته می‌شد. در اواخر دهه ۸۰ میلادی، او با خواننگان و تهیه‌کنندگان بزرگ رپ به نام رکیم و کول جی رپ اولین آلبوم خود را ضبط کرد. با این حال، این آلبوم تا به امروز منتشر نشده‌است. در اواسط سال ۱۹۹۲، ناس توسط (MC Serch) به کلمبیا رکوردز معرفی شد
در سال ۱۹۹۴، اولین آلبوم ناس به نام ایلماتیک منتشر شد. همچنین در این آلبوم هنرمندان دیگری نظیر (Large Professor, Pete Rock, Q-Tip, L.E.S. and DJ Premier,ای زد) و پدرش حضور داشتند. همچنین در سال ۱۹۹۴، ناس آهنگ ≪یک در یک≫را برای موسیقی متن فیلم جنگنده خیابانی خواند.
آلبومIllmatic جزء بزرگترین آلبوم‌های هیپ هاپ است. این آلبوم مورد تحسین و تمجید اکثر منتقدین قرار گرفت.
همچنین سایت (About.com) این آلبوم را بزرگترین آلبوم هیپ هاپ تمام دوران لقب داد.

## ۱۹۹۵ تا ۱۹۹۷: ادامه فعالیت و همکاری با گروه (The Firm)
کمپانی کلمبیا شروع فشار به ناس به سمت موضوعات تجاری تر برای آلبوم‌های خود کرد، مانند نوتوریوس بی.آی.جی، که با انتشار تک‌آهنگ‌های خودموفقیت‌های زیادی به دست آورد. در سال ۱۹۹۵، ناس با همکاری در آلبوم (Doe or Die) به همره ای زد، همکاری با گروه موب دپ در آلبومی به نام (The Infamous)، همکاری با (Raekwon) در آلبوم (Only Built 4 Cuban Linx by) و همکاری با کول جی رپ در آلبوم (۴٬۵٬۶) سال پرکاری را گذراند. ناس به همراه مدیر خود (MC Serch)، شروع به آماده‌سازی برای دومین آلبوم بلند خود به نام، آن نوشته شده بود (It Was Written) آغاز کرد. این آلبوم توسط (Tone and Poke) از گروه (Trackmasters) تولید شد و در تابستان ۱۹۹۶ منتشر شد. همچنین ناز سه تک آهنک ویک ریمیکس توسط آر. کلی عرضه کرد. گروه (The Firm) توسط ناز، ای زد، فاکسی براون و Cormega تشکیل شد.
ناس در سال ۱۹۹۶ با کمپانی افترمث با مالکیت دکتر دره قرار داد بست و این کمپانی شروع به کار بر روی اولین آلبوم خود کرد. ناس، فاکسی براون، ای زد، از گروه (The Firm) اولین آلبوم خود را به نام (THE ALBUM) در سال ۱۹۹۷ منتشر کردند. این آلبوم سطح انتظارات را برآورده نکرده و به فروش خوبی دست نیافت. سرانجام گروه منحل شد. در سال ۲۰۲۰ اعضای گروه در آهنگ The Circle دوباره با هم همکاری کردند.

## ۱۹۹۷ تا ۲۰۰۰: چند آلبوم بلند و شروع بازیگری در سینما
در اواخر سال ۱۹۹۷، ناس کار بروی دو آلبوم به نام به حق من و من هستم … را آغاز کرد؛ او این دو آلبوم را به عنوان حرف‌های ناگفته بین دو آلبوم ایلماتیک و آن نوشته شده بود خواند، و بیشتر به شرح زندگی خود در این دو آلبوم پرداخت. در سال ۱۹۹۸، نس با همکاری (Hype Williams) در اولین فیلم خود به نام (Belly) نقش آفرینی کرد. آلوم من هستم… در اوایل سال ۱۹۹۹ به پایان رسید و موزیک ویدئو برای تک‌آهنگ، آن به ضرب گلوله کشته شد و مانند ناز توسط دی جی پرمییر تهیه شد.

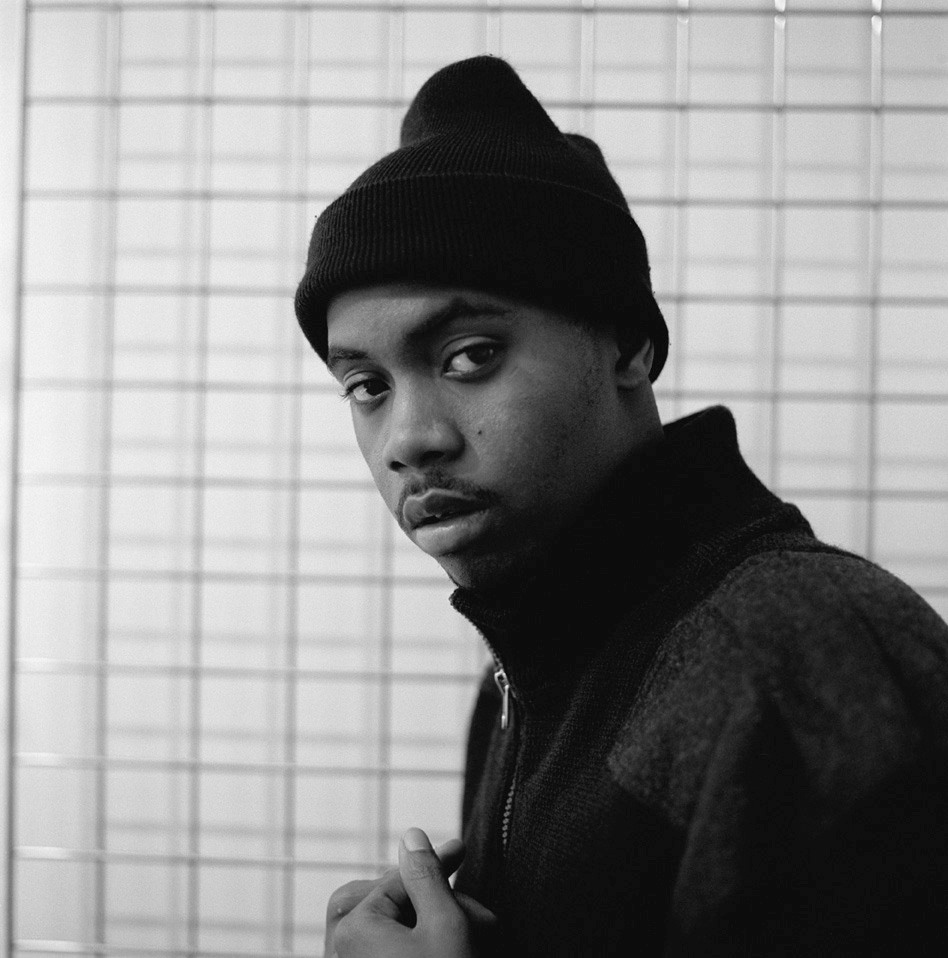
ناس در سال ۱۹۹۸

دومین سینگل ترک از آلبوم (... I Am) به نام (Hate Me Now) به همراه پاف ددی ضبط کرد، مورد توجه منتقدین قرار گرفت. کلمبیا رکوردز تمایل داشت که آلبوم بعدی ناس به اسم نستراداموس را بعد از پایان سال ۱۹۹۹ منتشر کننند اما، ناس تصمیم به ضبط تمام آلبوم در سال ۱۹۹۹ و انتشار آن در همین سال بود. این آلبوم در تاریخ ۲۳ نوامبر ۱۹۹۹ عرضه شد. این آلبوم زیاد مورد توجه منتقدین قرار نگرفت و نمرات متوسطی را کسب کرد.
در سال ۲۰۰۰، ناس آلبومی به نام (Nas & Ill Will Records Presents QB's Finest) منتشر کرد. این آلبوم تحت عنوان (Ill Will Records) عرضه شد. در این آلبوم همکاری‌هایی با دیگر خوانندگان رپ همچون (Mobb Deep, Nature, Capone, Bravehearts, Tragedy Khadafi, Millennium Thug) و (Cormega)، که به تازه گی با ناس آشتی کرده بود نیز صورت گرفت.

## ۲۰۱۲: زندگی خوب است
زندگی خوب است (به انگلیسی: Life Is Good) نام یازدهمین آلبوم ناس است که تحت لیبل Def Jam Recordings در تاریخ ۱۳ ژوئیه ۲۰۱۲ منتشر شده‌است. این آلبوم پس از جدایی ناس از کلیس در سال ۲۰۱۰ بود که همین موضوع تأثیر زیادی در کل آلبوم گذاشته همچنین فضای کلی آلبوم مربوط به خاطرات ناس از دهه ۸۰ می‌باشد. در این آلبوم ریک راس، مری جی. بلایژ، میگل و ایمی واینهاوس که سال قبل از انتشار آلبوم فوت کرد حضور دارند. آلبوم موفقیت‌های زیادی بدست آورد علاوه بر بودن در لیست پر فروش‌ترین آلبوم‌های آمریکا طی چند هفته و حتی نامزد دو جایزه اسکار هم شد.

## ۲۰۱۸: آلبوم نصیر
در ۱۵ ژوئن ۲۰۱۸ ناس تحت لیبل Mass Appeal Records و Def Jam Recordings با همراهی کانیه وست به عنوان تهیه‌کننده آلبومی منتشر کرد متشکل از ۷ آهنگ.
ملودی اصلی آهنگ “Adam and Eve“ در این آلبوم به‌طور کامل سمپل شده از آهنگ “گل یخ“ کوروش یغمایی است. همچنین آهنگ “White Label“ نیز حاوی سمپل‌هایی از آهنگ “Prison Song" شهرام شب‌پره می‌باشد.

## آلبوم‌ها
- Illmatic 1994
- It Was Written 1996
- I Am... 1999
- Nastradamus 1999
- Stillmatic 2001
- God's Son 2002
- Street's Disciple 2004
- Hip Hop Is Dead 2006
- Untitled 2008
- Distant Relatives (with Damian Marley) 2010
- Life Is Good 2012
- Nasir 2018
- King's Diseases 2020
- King’s Diseases 2 2021
- Magic 2021